# Ulrich Schulze
Ulrich Schulze (Ilsenburg, 25 dicembre 1947) è un allenatore di calcio ed ex calciatore tedesco, di ruolo portiere.

## Palmarès

### Giocatore

#### Competizioni nazionali
- Campionato tedesco orientale: 3

Magdeburgo: 1971-1972, 1973-1974, 1974-1975
- Coppa della Germania Est: 4

Magdeburgo: 1963-1964, 1964-1965, 1968-1969, 1972-1973

#### Competizioni internazionali
- Coppa delle Coppe: 1

Magdeburgo: 1973-1974